# Erythranthe brevinasuta
Erythranthe brevinasuta är en gyckelblomsväxtart som beskrevs av Guy L. Nesom. Erythranthe brevinasuta ingår i släktet Erythranthe och familjen gyckelblomsväxter. Inga underarter finns listade i Catalogue of Life.